# Portal de Vall-llebrera
El Portal de Vall-llebrera és un portal del municipi d'Artesa de Segre (Noguera) que forma part de l'Inventari del Patrimoni Arquitectònic de Catalunya. El portal al carrer d'Amunt s'emplaça a la vila de Vall-llebrera, nucli agregat d'Artesa de Segre. Està ubicat al tram central del poble i dona accés a la part elevada en el turó, nucli més antic del poble.

## Descripció
Es tracta d'un portal de mig punt de dovelles regulars i grans, sense cap indicació ni data a la clau. Originalment donava entrada a l'antiga vila closa; les pilastres tenen un aparell diferent, amb blocs més irregulars i lligats amb ciment, que podria indicar restauracions actuals o recents; en el mateix sentit la no presència de clots pels passadors de fusta a l'interior podria mostrar notables refaccions en temps recents.
Vers l'interior del portal, la cobertura està realitzada amb bigues de fusta primes paral·leles a l'eix llarg del porta, mentre que les bigues grosses de travessa s'hi situen perpendiculars. Els murs del passadís que forma el portal és de carreus irregulars lligats amb morter de calç, i mostrarien l'antiguitat de les cases adossades al portal.

## Història
No se'n coneixen dades directament relacionades. Si bé cal esmentar que la vila de Vall-llebrera i més concretament l'església de Sant Ponç és del segle xvi i el castell de Mirandol (avui casa particular), és del segle xvii. El portal doncs, podria pertànyer a aquesta fase.